# 11308 Tofta
11308 Tofta este un asteroid din centura principală de asteroizi.

## Descriere
11308 Tofta este un asteroid din centura principală de asteroizi. A fost descoperit pe 21 martie 1993 la Observatorul La Silla în cadrul programului UESAC. Asteroidul prezintă o orbită caracterizată de o semiaxă mare de 2,85 ua, o excentricitate de 0,01 și o înclinație de 1,2° în raport cu ecliptica.